# Kára McCullough
Kára McCullough, de son nom complet Kára Deidra McCullough, née le 9 septembre 1991 à Naples, est une jeune scientifique américaine qui a été élue Miss USA 2017.
Elle est membre de la Commission de réglementation nucléaire des États-Unis.

## Biographie
McCullough est née à Naples, en Italie, elle est la fille de Betty Ann Parker et d'Artensel E. McCullough Sr, un militaire de United States Marine Corps, à cause de métier de son père, Kara McCullough a donc vécu dans divers endroits, notamment en Sicile, en Corée du Sud, au Japon et à Hawaii. Elle a ensuite été élevée et a terminé ses études secondaires à Virginia Beach, en Virginie. McCullough est admise à la South Carolina State University, où elle a obtenu un Bachelor Of Science (licence) en chimie avec une spécialité en radiochimie. En 2012, elle devient la 75e Miss South Carolina State University.
Pendant ses études, elle devient membre de l'American Chemical Society, de la Health Physics Society (en) et de l'American Nuclear Society. Elle accueillie au sein de la Golden Key International Honour Society (en) et de la National Society of Black Engineers. (en) (Société nationale des Ingénieurs noirs) .
Avant de devenir Miss USA, McCullough a travaillé comme spécialiste de la gestion des situations d’urgence auprès de la Nuclear Regulatory Commission (Commission de réglementation nucléaire des États-Unis).
Avant d'être couronnée Miss District de Columbia USA 2017, elle est finaliste pour Miss District de Columbia USA à deux reprises, en 2015 et 2016, face à Lizzy Olsen et Deshauna Barber qui remporteront la couronne.
En 2017, elle a été couronnée Miss District de Columbia USA 2017 par la détentrice du titre sortante Deshauna Barber.
Le 14 mai 2017, Kara McCullough participe au concours Miss USA 2017 à Las Vegas. Elle remporte la couronne devant les préférées Chhavi Verg, Miss New Jersey, et Meridith Gould (en), Miss Minnesota.
Au cours de son séjour à Miss USA, Kara McCullough a attiré l'attention et les éloges des médias pour avoir décidé de concourir avec ses cheveux naturels plutôt que de les lisser. Mme McCullough a été à la fois critiquée et félicitée pour ses réponses à une question conservatrice, affirmant que bénéficier, comme elle en tant qu'agent de l'état, d'une couverture des soins de santé étaient un privilège, alors que cela devrait être un droit pour tout un chacun, de plus plutôt que de se réclamer féministe elle préfère se qualifier de militante pour l'égalité des droits sans prendre en compte le genre des personnes,. 
Elle est la septième titulaire de Miss USA née en dehors des États-Unis.
En tant que Miss USA, McCullough a obtenu le droit de représenter les États-Unis à Miss Univers 2017 le 26 novembre 2017. Le concours Miss USA 2017, s'est déroulé à Las Vegas, McCullough s'est classé parmi les dix premières de la compétition avant d'être éliminée. La gagnante de la compétition est finalement Demi-Leigh Nel-Peters, d'Afrique du Sud.
Le 21 mai 2018, McCullough couronne Sarah Rose Summers en tant que sa successeure au concours Miss USA 2018, qui s'est tenu à Shreveport, en Louisiane.